# Papaja
Papaja, también conocido como "sombrero de astracán" o "kubanka" en Rusia, es un sombrero de lana de hombre vestido en todo el Cáucaso. 
Por ejemplo, los papaja de Georgia son hechos de lana y tienen una forma circular. El papaja ruso (ushanka), es un sombrero de piel alto, usualmente hecho de piel de oveja. El gorro tiene la apariencia de un cilindro con un lado abierto, y se fija sobre la cabeza de tal modo que haya un borde que toque la sien. 

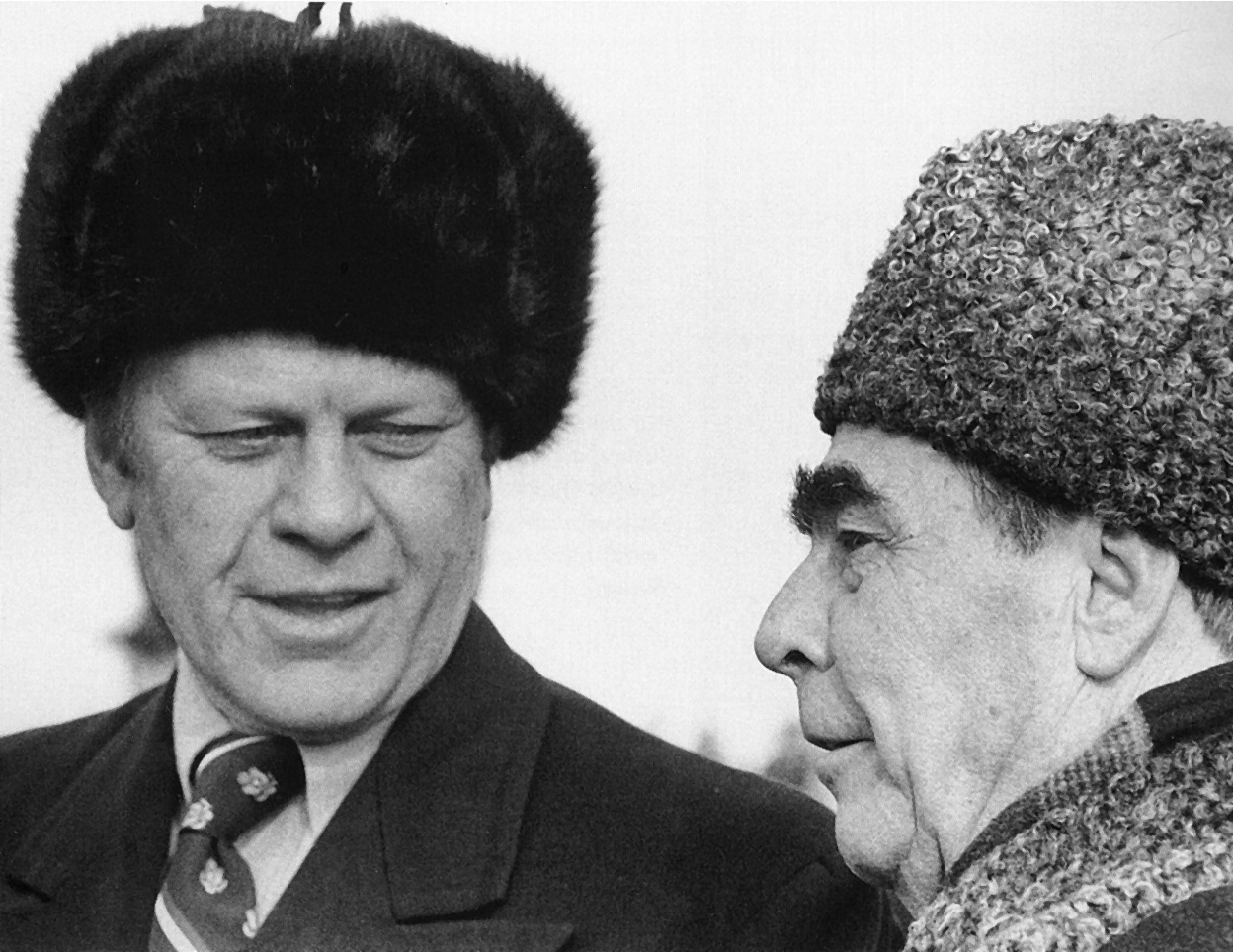
Leonid Brézhnev vistiendo un papaja y Gerald Ford vistiendo un ushanka, 1974 en Vladivostok.

Los papaja se usan sobre todo en las regiones montañosas de Georgia: las regiones de Pshavi, Mtiuleti y Tusheti. Los papaja también son usados por los chechenos y otras tribus del Cáucaso y fueron introducidos al Ejército Ruso después de las campañas en las montañas del Cáucaso, convirtiéndose en una parte oficial del uniforme en 1855 por los cosacos, y, luego, por el resto de la caballería. 
Poco después de la Revolución rusa de 1917, los papaja fueron retirados del nuevo uniforme del Ejército Rojo debido a su asociación con el antiguo régimen zarista y el hecho de que muchos regimientos cosacos del ejército zarista lucharon contra los bolcheviques. Durante la Guerra Civil Rusa, muchos soldados de caballería bolchevique y oficiales (como Vasily Chapayev) vistieron papaja porque muchos de ellos eran cosacos y el gorro se había convertido en una parte habitual de un traje de soldado de caballería.
Los papaja se convirtieron parte del uniforme nuevamente en 1935, pero en 1941, fueron reservados exclusivamente para los coroneles, generales, y mariscales, convirtiéndose así en un símbolo de estatus y rango alto. En 1994, fueron nuevamente retirados del uso militar, supuestamente a petición de quienes los usaban, que encontraban la gorra ineficaz ya que el papaja es un gorro relativamente corto que no protege los oídos bien - esto podría haber sido aceptable en el clima templado del Cáucaso, pero no en temperaturas más bajas - y no es muy efectivo para proteger del viento. 